# 코드펜
코드펜(CodePen)은 사용자가 만든 HTML, CSS, 자바스크립트 코드 조각을 테스트하고 시연하기 위한 온라인 커뮤니티이다. 온라인 코드 편집기이자 오픈 소스 학습 환경 기능을 하며 여기서 개발자들은 펜(pen)으로 불리는 코드 조각을 만든 다음 이를 테스트할 수 있다. 풀 스택 개발자 Alex Vazquez와 Tim Sabat, 그리고 프론트엔드 디자이너 Chris Coyier에 의해 2012년 설립되었다. 직원들은 원격으로 일하며 대면해서 만나는 경우는 드문 편이다. 코드펜은 웹 디자이너와 개발자들이 자신들의 코딩 스킬을 시연하는 최대 커뮤니티 가운데 하나이며, 330,000명의 등록 사용자와 14,160,000명의 월간 방문자를 기록하였다.